# Myllaena discedens
Myllaena discedens är en skalbaggsart som beskrevs av Sharp 1880. Myllaena discedens ingår i släktet Myllaena och familjen kortvingar. Inga underarter finns listade i Catalogue of Life.